# رولاند شوارز
رولاند شوارز (به انگلیسی: Roland Schwarz؛ زادهٔ ۱۴ اوت ۱۹۹۶) یک کشتی‌گیر فرنگی‌کار اهل کشور آلمان است.
از افتخارات وی می‌توان به کسب مدال برنز قهرمانی کشتی جهان ۲۰۲۱ اشاره کرد.

## فعالیت حرفه‌ای

### قهرمانی کشتی جهان ۲۰۲۱
شوارز در وزن ۷۷ کیلوگرم کشتی فرنگی قهرمانی کشتی جهان ۲۰۲۱ اسلو شرکت کرد، او در مسابقه اول و دوم نو یونگ-هون از کره جنوبی و الکساندرین گوتو از مولداوی را شکست داد اما در مسابقه بعد به سانان سلیمانوف از آذربایجان باخت و با توجه به حضور این کشتی‌گیر در فینال، به دیدار شانس مجدد رفت. او در مرحله شانس مجدد کایراتبک توگولبایف از قرقیزستان را شکست داد و به دیدار رده‌بندی رسید. وی در این دیدار تسیمور بردیو از بلاروس را شکست داد و مدال برنز را بدست آورد.